# Saelices (Cuenca)
Saelices es un municipio y localidad española de la provincia de Cuenca, en la comunidad autónoma de Castilla-La Mancha. En el interior del término municipal, que cuenta con una población de 464 habitantes (INE 2024), se encuentra, junto al río Cigüela, el parque arqueológico de Segóbriga.

## Geografía
Saelices está situado en la comarca de La Mancha conquense, a la altura del km 102 de la autovía A-3 (Madrid-Valencia).

## Historia
El origen del nombre de Saelices procede probablemente del latín Ecclesia Sancti Felicis (iglesia de San Félix), de donde derivaría a Sanfelices, Sahelices y finalmente Saelices, su nombre actual.
(I) Marco Terencio Varron dejó un importante dato histórico, el de quiénes «llegaron» a Iberia o Hispania. Informa de ello Plinio el viejo:
"... In vniuersam Hispaniã M. Varro peruenisse Iberos & Persas,& Phoenicas, Celtasque, Poenos tradit..."
"... M. Varro refiere que a toda España llegaron iberos, persas, fenicios, celtas y púnicos..."
Y se resaltan iberos y persas, dado que históricamente la información suele ser generalizada y más bien de carácter autóctono en los primeros, y prácticamente nula en los segundos en cuanto a la historia antigua de la península ibérica. En la traducción del inglés al persa se dan tres etimologías relacionadas con acuíferos (etimología inglesa, ... traducción persa y dentro de corchetes el significado de ambas al español): flow, ... raván, ... sáil, [fluir]; inundation, ... sail, ... sailáb, [inundación]; stream, ... áb, ... jú,[arroyo]. En otros diccionarios del inglés al persa se ofrecen etimologías parecidas; por último el traductor en línea Google en la consulta del sustantivo español agua, el idioma persa da آب ab. Es decir 'sail' y 'sailáb' son referencias acuáticas.
La Albania caucásica (actual Azerbayán o parte de este país) formaba límite con la Iberia caucásica (hoy República de Georgia o parte de ella), estuvo ocupada por medos, sus parientes los persas, y por escitas (o sacas en lenguaje persa); en azerbayano y otras lenguas túrkicas (trad. en línea Google) 'iz' significa rastro, que unido a sail daría 'Sailiz' o «camino hacia el agua». El topónimo Saelices se da en varias partes de España, curiosamente, enclavados en zonas próximas a acuíferos (II).
Aunque no hay datos ciertos, la fundación de Saelices se puede establecer en la repoblación posterior a la Reconquista, llevada a cabo por la Orden de Santiago en las tierras del Priorato de Uclés, al que perteneció en la Edad Media. La cercanía del manantial llamado Fuente Lamar, de donde partía el acueducto que surtía de agua a la ciudad romana de Segóbriga, abandonada tras la invasión musulmana, es el probable motivo que llevó a fundar la nueva población de Saelices en lugar de repoblar Segóbriga.
Hacia mediados del siglo XIX, el lugar tenía contabilizada una población de 1734 habitantes. La localidad aparece descrita en el decimotercer volumen del Diccionario geográfico-estadístico-histórico de España y sus posesiones de Ultramar de Pascual Madoz de la siguiente manera:

SAELICES: v. con ayunt. en la prov., y dióc. de Cuenca (11 leg.), part. jud. de Huete (4), aud. terr. de Albacete (18) y c. g. de Castilla la Nueva (Madrid 18): sit. al estremo Ó. de la prov. en una sierra de poca elevacion entre la de Altomira y la del Castillo de Almenara: su clima es frío, combatido por los vientos de N. y O. y propenso á calenturas intermitentes, tabardillos y pulmonias. Consta de 450 casas, inclusa la del ayunt.; cárcel y pósito; escuela de primeras letras concurrida por 30 niños y dotado su maestro con 1,800 rs.; una fuente dentro de la v. y 4 fuera de excelentes aguas, no asi la de la primera que es muy salobre; igl. parr. (San Pedro) de 2.º ascenso, servida por un cura de provision ordinaria y un sacristran. El térm. confina por N. Rozalen; E. Villas viejas; S. Almonacid, y O. Almendros; en su jurisd. se halla el desp. de Castillejo y el sitio donde estuvo la c. ant. de Ercávica y el desp. Cabeza del Griego (V. su art.), en el monte de Villalba y en la ribera del r. Gigüela, está el manantial de aguas minerales denominado de Fuencaliente: estas aguas ferruginosas contienen alguna cantidad de magnesia y se aplican con buen éxito á los dolores de reuma: el terreno es de mediana calidad y parte le cruza el r. Gigüela: al E. y S. se halla el monte de Castillejo bastante poblado de carrasca, y al S. y O. el de Villalba: los caminos son locales y en mediano estado; tambien pasa por la v. la carretera titulada de las Cabrillas que desde Madrid dirige á Valencia: la correspondencia se recibe de la administracion de Tarancon por el conductor de Madrid á Valencia miércoles, viernes y domingos: hay casa de postas con 5 caballos. prod.: trigo, cebada, centeno, escaña, avena, almortas, anis y cominos: se cria ganado lanar y poco cabrio; caza de liebres, perdices y conejos, y pesca de barbos, cangrejos y peces. ind.: la agrícola, 3 molinos harineros 6 fábricas de teja y ladrillo y 5 de cántaros. comercio: la venta de granos y objetos de su industria y la esportacion de arroz, bacalao, aceite, vino y otros art. de consumo diario. pobl.: 436 vec., 1,734 alm. cap prod.: 3.038,020 reales, imp.: 151,901 : el presupuesto municipal asciende á 9,810 rs. y se cubre con el producto de las fincas de propios.
(Madoz, 1849, pp. 613-614)

## Demografía
Saelices cuenta con una población de 464 habitantes (INE 2024).
| Gráfica de evolución demográfica de Saelices entre 1842 y 2021                                                      |
| |
| Población de derecho según los censos de población del INE Población de hecho según los censos de población del INE |

## Patrimonio
- Castillo de El Castillejo o Castillejo de Luján o Castillo de Saelices domina el río Cigüela, a poca distancia de la antigua ciudad Romana de Segóbriga.

## Patrimonio inmaterial
San Blas
El fin de semana más cercano al tres de febrero, Saelices celebra una fiesta de gran importancia en la zona, en la cual el viernes o el día de la Candelaria, es tradicional por la tarde asistir a misa, la bendición de los royos, una especie de masa de pan con anís que realizan en el horno y es bendecida ante el santo; acto seguido, en la hermandad, se hace el tradicional reparto de los royos, también bendecidos junto a los del resto de la población. El sábado o el día tres (día de San Blas), se realiza la ya tradicional procesión del Santo y la misa mayor. El día cuatro o el domingo, se realiza la misa en honor a los difuntos de la hermandad. Esta tradición se ha visto mermada en los últimos años debido a la situación de la época del año, y que el pueblo se encuentra en despoblación.
Semana Santa
La Semana Santa en Saelices comienza en el Domingo de Ramos, en el que se bendicen las palmas en la ermita de la Inmaculada comienza la eucaristía en las puertas de esta, dado el escaso aforo de esta. A continuación, y con incesante volteo de las campanas, procesión hasta la iglesia y Misa Mayor. Después, acostumbra a que entre los jóvenes del lugar se realicen la bajada de las imágenes que procesionan en los siguientes días de la pasión de sus altares, con la impresionante talla valenciana del Nazareno, la cual es bajada por cinco persona y vestida en su carroza con la admiración de los presentes.
El Jueves Santo se realizan la eucaristía y tradicional lavado de los pies en la que doce hombres se colocan frente al altar para que el sacerdote les lave los pies en señal de lo que realizó Cristo. Después la comunión es llevado en procesión a la capilla adornada para la ocasión, en la cual durante la procesión se realizará de forma ininterrumpida la velación del Santísimo vuelta de la procesión, la más numerosa de la Semana Santa, en al que participan cuatro imágenes, Jesús de Medinaceli, el Amarrao, el Nazareno y la Virgen de la soledad, que en el 2017 estrenó pechera. A las once de la noche, se realiza la hora santa, a la que pocas personas acuden.
El Viernes Santo, por la mañana se realiza el Viacrucis y a la tarde los oficios y a continuación la procesión del Santo Entierro con la Urna y la Virgen de la Soledad. La urna es llevada a la ermita donde el domingo de ramos tuvo lugar la celebración y la Virgen regresa sola a la iglesia, donde se la dará el pésame y se subirá a sus altares a las imágenes y colocara al Resucitado en su anda y a la Virgen le cambiaran su manto por uno azul, colocándole una mantilla negra. El Sábado Santo a las doce de la noche tendrá lugar la Vigilia Pascual.
A la puerta del templo, los monaguillos reparten velas y se enciende una hoguera en la que el sacerdote enciende el Cirio Pascual tras bendecir el fuego y de este se encienden el resto de velas y se entra a la iglesia a oscuras, y tras encender las velas del altar, colocar el cirio y recitar unas oraciones, las luces se encienden y al unísono, cantando el Gloria y el volteo de campanas, enmudecidas desde el jueves hasta ese momento indican que Jesús ha resucitado.
El domingo de Resurrección a las ocho de la mañana, coincidiendo con la salida del sol, Cristo resucitado y la Virgen salen por distintos caminos, para encontrarse en la plaza del Parador, en la cual se canta la canción de Resucitó mientras las campanas suenan. Ambas imágenes, y la virgen sin enlutar, regresan a la iglesia donde tendrá lugar la Misa y el final de los actos de la Semana Santa. Esta procesión es la menos multitudinaria, y junto a la de Jueves Santo, por el número de pasos, en el 2018 se pusieron en jaque, en la que no había gente para sacarlos, pero finalmente saliendo ambas en todo su esplendor. En los últimos años la Semana Santa ha perdido protagonismo y el pueblo sufre una importante despoblación, registrando hace medio siglo el triple de la población actual.
San Isidro (15 de mayo)
Es típico por la zona, el cultivo de secano, y por lo tanto la devoción al Santo de los labradores, los cuales le ofrecen una misa, y su posterior procesión, en la que se lleva a este a la era, a bendecir los campos, y también realizando parada frente a la ermita de la Inmaculada, también conocida actualmente por la ermita de San Isidro debido a la disolución de la hermandad de la Inmaculada. En el interior hay una imagen de San Isidro junto a la de la Inmaculada. Al finalizar la procesión, es costumbre hacer la subasta de productos de la zona y el consiguiente ágape.
Los Mayos
Los mayos se realizan la noche del día 30 de abril, en la que la patrona abajo en el altar, vestida con uno de sus numerosos mantos, los vecinos e hijos del pueblo que regresan para la ocasión le cantan a ritmo de guitarra, mandolina y castañuelas unos cánticos de 53 estrofas de cuatro versos cada una y al final se vitorea a la Virgen de los Remedios. A continuación, en el centro cívico se cantan otra vez los mayos al alcalde, o alcaldesa en nuestro caso y al cura y se disfruta de las tradicionales tortas del cerro con chocolate.
Virgen de los Remedios
Es la fiesta más popular y colorida de Saelices. Se celebra el último fin de semana de mayo, precedida por una novena en la iglesia.
El sábado es conocido como Día del Cerro. Por la mañana, después de la llamada "Misa de salida" la imagen de la Virgen de los Remedios sale de la iglesia precedida por su "danza", formada por las serranas, danzantes y tunos, con música de dulzainas y tamboril.
Al llegar al límite del pueblo la procesión se detiene en la era, donde los danzantes tunos y serranas le danzan mientras la imagen es bajada de su carroza a las andas donde antes de partir. Es costumbre que los Saeliceños le den un beso. La Virgen de los Remedios con sus devotos parte en romería hasta la ermita situada a unos 4 km del pueblo en el Cerro Cabeza de Griego, dentro de las ruinas de Segóbriga, de donde la romería toma su nombre.
Al pie del Cerro, la danza vuelve a acompañar a la Virgen por la colá (el antiguo cardo romano, calle principal de la ciudad), hasta la ermita situada en lo alto, sobre el hypocaustum de las termas. En la ermita decorada de flores se celebra la misa mayor y permanece la imagen de la Virgen de los Remedios hasta el atardecer, cuando los danzantes, serranas y tunos dicen las salves (poesías compuestas por ellos mismos en agradecimiento a la Virgen). Al finalizar, estos volverán a acompañar a la Virgen hasta el pie del cerro y la romería vuelve por el mismo camino de regreso al pueblo.
Al volver al pueblo los tunos recogen en la iglesia la imagen de la abuela Santa Ana y parten al encuentro de la Virgen a la entrada de la población. Reunidas ambas, se vuelve en procesión a la iglesia, siempre acompañados por la danza.
El domingo después de la misa la Virgen con su danza vuelve a salir en procesión por las calles del pueblo.
San Bartolomé
La ermita del Cerro, que anteriormente estaba dedicada a dicho Santo, del cual hay un cuadro en la iglesia, este día, se realiza misa en la ermita.
Cristo del Amparo
Es el patrón principal del pueblo. El primer acto de la fiesta es la puesta en andas del Cristo, que se baja del retablo el fin de semana anterior al 5 de septiembre entre el fervor popular.
La fiesta la precede una novena al Cristo que finaliza el día 13. Dicho día tiene lugar el pasacalles y el pregón de las peñas desde el balcón del ayuntamiento. A medianoche se lanza la pólvora, acompañado el pueblo por la banda de música. El día 14 de mañana tiene lugar el galopeo del agua. A mediodía se celebra la misa mayor en honor al Stmo Cristo del Amparo. A la tarde la banda recoge a las damas de fiestas llegando a la plaza de la iglesia. Acto seguido tiene lugar la procesión del Cristo arropado por sus fieles. Por la noche tienen lugar los torillos de fuego, muy populares en la comarca y el baile. El día 15 por la mañana es el galopeo del betún. A las doce misa mayor y el Cristo vuelve a procesionar por el pueblo. A la noche se celebra el galopeo del hospital. En los siguientes días o anteriores dependiendo de cómo caiga la fiesta en el calendario tiene lugar el galopeo de disfraces, la comida popular y numerosos actos. Se trata de una fiesta más solemne que la de mayo, pero no por ello menos concurrida.
Virgen del Pilar
En Saelices, que posee cuartel general, se viene celebrando durante mucho tiempo una Misa en la que con los guardias civiles de la localidad y las autoridades civiles, junto a una talla de la Virgen del Pilar, se realiza una misa en su honor y la ofrenda a los caídos.
Día de Todos los Santos
Es tradicional durante esta época comer las típicas papartas, más a de pan estirada y frita a la sartén que se moja con chocolate durante las tardes de estos días. Actualmente se celebra Halloween el 31 de octubre, fiesta en la que los niños se disfrazan y van pidiendo chuches por el pueblo. El día 1 es tradicional asistir al cementerio y comer las mencionadas papartas. El día dos también tiene lugar una misa en el cementerio. En torno a estas fechas también es costumbre subir al altar al Santo Cristo del Amparo que permanecía en la carroza desde septiembre.
Santa Lucía
Es tradicional el día de la víspera de la santa (12 de diciembre) realizar hogueras, en las que se asan patatas y los vecinos se reúnen en torno a ellas. Se desconoce el origen de esta fiesta, la cual está casi perdida, pero que en los últimos años se ha vuelto a recuperar. En la iglesia destaca una talla anterior a la guerra de Santa Lucía de gran belleza sobre un pilar, en la capilla.
Fiestas perdidas
En Saelices se han perdido fiestas que, debido a la despoblación, han desaparecido, de las cuales se destacan, la procesión de la candelaria, una talla, que se encuentra a la izquierda en el altar mayor que se sacaba en procesión, este día y el de la Virgen del Rosario. San José también realizaba su fiesta y para el Corazón de Jesús, se realizaba una procesión por las afueras del pueblo. Existía también la tradición de que el novio y su cuadrilla fueran a cantar a la novia a la ermita de San Roque, ermita desaparecida situada en el antiguo cementerio. En el año 2013, el obispo de la diócesis de Cuenca, realizó una eucaristía en la que junto a las reliquias de San Julián y la Virgen de los Remedios se realizaron actos para la ocasión, junto a una procesión extraordinaria con la patrona y dichas reliquias.